# إسماعيل الخاتون آبادي
الأمير إسماعيل الحسيني الخاتون آبادي الأصفهاني (1013 هـ - 1116 هـ). هو رجل دين وفقيه شيعي، مُجازٌ بالرواية من محمد تقي المجلسي، ومحمد شرف الدين علي الموسوي الجزائري، وهو من أساتذة المُحدّث المعروف نعمة الله الجزائري. وهو معروفٌ بكونه شارحاً من شُرّاح كتاب الكافي. وهو محل توثيق من ترجم له من مشايخ الشيعة ورجالييهم؛ ومنهم: عبد النبي القزويني.(1)

## مؤلفاته
| - شرح أصول الكافي. هو شرحٌ على كتاب الكافي للكليني. - كتابٌ في علم الرجال. أورده صاحب الذريعة تحت عنوان رجال المير محمد إسماعيل الحسيني. | - هذان الكتابان نسبهما إليه محمد باقر الخوانساري في ترجمته له في كتابه الجنّات؛ إلّا أن آغا بزرگ الطهراني احتمل وقوع الخطأ والاشتباه في نسبة هذين الكتابين إليه، وإنّما هما من مُؤلّفات أخيه عبد الحسين، وهذان الكتابان هما: - وقائع السنين. - وفيات العلماء. |

## الهوامش
- 1 - ترجم له القزويني في كتابه تتميم أمل الآمل فقال عنه: ”الأمير إسماعيل الأصبهاني الخاتون آبادي من العلماء المشهورين بالفضل المعروفين بالتحقيق والحق أنه غاص في الأغوار وتعمق فيها“، غير أنه مع امتداحه له؛ ينقده فيقول عنه: ”لكن أفكاره نية لا نضج فيها، وكان له ذهن سطحي“.[5]

### كتب
- تتميم أمل الآمل. عبد النبي القزويني، طبع قم - إيران، 1407 هـ، منشورات مكتبة آية الله المرعشي النجفي.
- الذريعة إلى تصانيف الشيعة. آغا بزرگ الطهراني، طبع بيروت - لبنان، تاريخ الطبع مفقود، منشورات دار الأضواء.

### إشارات مرجعية
1. 1 2 3 4 5 6  
الطهراني، آغا بزرگ. الذريعة إلى تصانيف الشيعة - ج10. ص. 69. مؤرشف من الأصل في 2019-12-15.
2. ↑  الحسيني، السيد أحمد. تراجم الرجال - ج2. ص. 100. مؤرشف من الأصل في 2019-12-10.
3. 1 2  
الطهراني، آغا بزرگ. الذريعة إلى تصانيف الشيعة - ج13. ص. 95. مؤرشف من الأصل في 2019-12-15.
4. 1 2  الغفّار، عبد الرسول. الكليني والكافي. ص. 444. مؤرشف من الأصل في 2018-10-02.
5. 1 2  
القزويني، عبد النبي. تتميم أمل الآمل. ص. 69. مؤرشف من الأصل في 2019-12-10.